# Мемориал гражданским жертвам Японской оккупации
Мемориал гражданским жертвам Японской оккупации, обычно называемый Гражданский военный мемориал (упр. кит.: 日本占领时期死难人民纪念碑; малайск. Tugu Peringatan Bagi Mangsa Awam Pemerintahan Jepun) — одна из самых известных достопримечательностей Сингапура.
Мемориал построен в память о гражданских лицах, убитых на протяжении японской оккупации Сингапура во время Второй мировой войны. Он установлен в тихой парковой зоне, расположенной посреди оживлённого городского движения у Паданга и Мэрии Сингапура. Находящийся в Парк-мемориале войны на Бич-роуд в Деловом центре в Центральном районе Сингапура, мемориал хорошо заметен из большинства точек этого района.

## История
На протяжении японской оккупации Сингапура во время Тихоокеанских военных действий Второй мировой войны (1942-1945) тысячи этнических китайцев были убиты в ходе резни Сук Чинг. В целях подавления антияпонских настроений в Сингапуре Кэмпэйтай, военная полиция Императорской армии Японии выявляла антияпонские враждебные элементы, преимущественно китайских мужчин в возрасте 18—50 лет. Число погибших в ходе подобных чисток составляло согласно японским данным 6 000 человек, по официальным же данным их число разнится от 25 000 до 50 000.
В феврале 1962 года останки, принадлежащие жертвам японской оккупации, были обнаружены в различных местах Сингапура, таких как Сиглап, Чанги и Букит-Тимах. Сингапурская китайская коммерческая и промышленная палата (SCCC) взяла на себя обязательство по поиску останков жертв и созданию мемориала.
13 марта 1963 года премьер-министр Сингапура Ли Куан Ю распорядился выделить участок земли у Бич-роуд для строительства мемориала в честь жертв Второй мировой войны. Китайская коммерческая палата создала фонд по сбору средств, к которому присоединились и другие национальные общины Сингапура, поскольку идея мемориала поддерживалась и ими. С учётом поддержки правительства и общественных пожертвований всё было готово к началу строительства.
Оно началось 23 апреля 1966 года и завершилось в январе 1967 года. Общая стоимость мемориального комплекса составила S$500 000.
15 февраля 1967 года мемориал был торжественно открыт при участии премьер-министра Ли Куан Ю, возложившего к нему венок. Ежегодно 15 февраля, в День всеобщей обороны, напоминающий об оккупации Сингапура японцами в 1942 году, у мемориала совершаются поминальные службы в память о гражданских жертвах японской оккупации.

## Архитектура

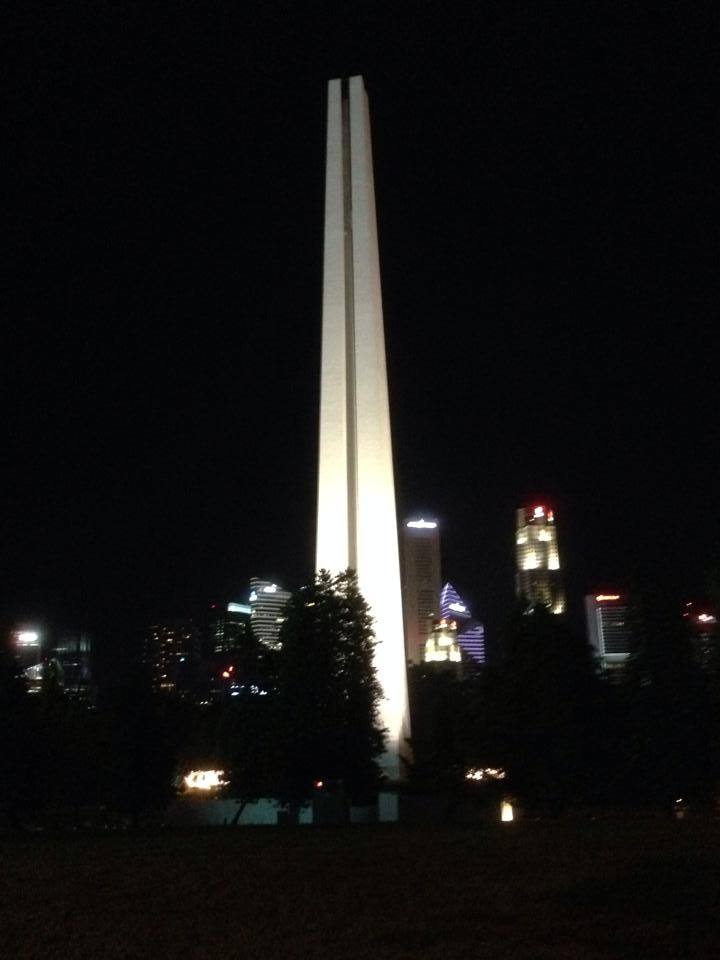
Гражданский военный мемориал ночью.

Внешний облик мемориала был разработан одним из наиболее известных на местном уровне архитекторов, Леонгом Суи Лимом (1935-2002) из архитектурной компании Swan and Maclaren, его проект победил на открытом конкурсе. В концепции его идеи лежали четыре одинаковые колонны, каждая высотой в 70 метров, символизирующие единство четырёх различных общин Сингапура — китайской, малайской, индийской и европейской.
Памятник также получил из-за внешнего сходства неофициальное прозвище — «палочки для еды». Невидимые для глаз, останки неопознанных жертв японской оккупации похоронены под монументом.